# マイ・フェイバリット・アルバム
『マイ・フェイバリット・アルバム』は、NHK-FMで2024年4月1日から放送されている音楽番組。

## 内容
2023年度まで同局で放送されていた『夜のプレイリスト』をリニューアルしたラジオ番組。2024年3月19日から3月23日までパイロット版を放送した後、同年4月1日から毎週月曜 - 金曜 22:30 - 23:20（日本標準時）にレギュラー放送されている。再放送は、本放送翌週の同じ曜日の18:00 - 18:50（一部地域・一部祝日を除く）に行われていたが、2025年4月の改編で廃止となった。
著名人が週替わりでディスクジョッキーを務め、毎日1枚のお気に入り（フェイバリット）アルバムを取り上げ、そのアルバムについての本人の感想や、それへの影響などのエピソードを交えて楽曲を取り上げる。
2024年10月から2025年3月までの最終月曜日から始まる週（再放送はその翌週）に『ウエンツ瑛士×甲斐翔真の妄想ミュージカル研究所』（月曜）、『エイジアン・ミュージック・ニュー・ヴァイブズ』（火曜）、『石若駿 即興と対話』（水曜）、『FMシネマサウンズ』（木曜）、『マエストロ慶太楼の長電話』（金曜）がそれぞれ編成されることにより、放送を休止していたが、2025年4月の改編で『ウエンツ瑛士×甲斐翔真の妄想ミュージカル研究所』が毎月最終日曜日 22:40 - 23:30（再放送は廃止）、『FMシネマサウンズ』が毎週土曜 21:00 - 21:50にそれぞれ移動（再放送は毎週日曜 13:00 - 13:50に移動）、『エイジアン・ミュージック・ニュー・ヴァイブズ』、『石若駿 即興と対話』、『マエストロ慶太楼の長電話』がそれぞれ2025年3月25日、26日、28日をもって終了した為、最終週での放送が復活した。

## ゲストDJ
各週のゲストDJと彼らが取り上げたアルバムは、番組公式サイトの「エピソード」タブを開いた先に記載されている。

### パイロット版
| 放送日            | ゲストDJ   |
| ----------------- | ---------- |
| 3月19日 - 3月23日 | ヒャダイン |

### レギュラー放送
2024年度
| 放送日              | ゲストDJ                                             |
| ------------------- | ---------------------------------------------------- |
| 4月1日 - 4月5日     | 中川晃教                                             |
| 4月8日 - 4月12日    | しおん、りょうと（ヤングスキニー）                   |
| 4月15日 - 4月19日   | 武田真治                                             |
| 4月22日 - 4月26日   | 鬼龍院翔（ゴールデンボンバー)                        |
| 4月29日 - 5月2日    | 中川晃教（アンコール放送）                           |
| 5月6日 - 5月10日    | しおん、りょうと（ヤングスキニー）（アンコール放送） |
| 5月13日 - 5月17日   | 武田真治                                             |
| 5月20日 - 5月24日   | 秀島史香                                             |
| 5月27日 - 5月31日   | 七海ひろき                                           |
| 6月3日 - 6月7日     | 鬼龍院翔（ゴールデンボンバー)（アンコール放送）      |
| 6月10日 - 6月14日   | 栗本斉（音楽ライター）                               |
| 6月17日 - 6月21日   | 七海ひろき（アンコール放送）                         |
| 6月24日 - 6月28日   | 三森すずこ                                           |
| 7月1日 - 7月5日     | 早見優                                               |
| 7月8日 - 7月12日    | YOSUKE（SPYAIRのボーカル）                           |
| 7月15日 - 7月19日   | 秀島史香（アンコール放送）                           |
| 7月22日 - 7月26日   | 岩佐美咲                                             |
| 7月29日 - 8月2日    | 井上ヨシマサ                                         |
| 8月5日 - 8月9日     | 早見優（アンコール放送）                             |
| 8月19日 - 8月23日   | 栗本斉（アンコール放送）                             |
| 8月26日 - 8月30日   | 木村達成                                             |
| 9月2日 - 9月6日     | LOVEBITES                                            |
| 9月9日 - 9月13日    | 三浦祐太朗                                           |
| 9月16日 - 9月20日   | よしひろまさみち                                     |
| 9月30日 - 10月4日   | 井上ヨシマサ（アンコール放送）                       |
| 10月7日 - 10月11日  | 森口博子                                             |
| 10月14日 - 10月18日 | 芹澤優                                               |
| 10月21日 - 10月25日 | マット・キャブ                                       |
| 11月4日 - 11月8日   | 鬼龍院翔（ゴールデンボンバー)                        |
| 11月11日 - 11月15日 | 谷中敦                                               |
| 11月18日 - 11月22日 | ハンブレッダーズ                                     |
| 12月2日 - 12月6日   | 前川真悟（かりゆし58）                               |
| 12月9日 - 12月13日  | 三原健司、高橋武（フレデリック）                     |
| 12月16日 - 12月20日 | マキタスポーツ                                       |
| 12月30日 - 1月3日   | 武部聡志                                             |
| 1月14日 - 1月20日   | 山本彩                                               |
| 1月20日 - 1月24日   | 本間昭光                                             |
| 2月3日 - 2月7日     | 昆夏美                                               |
| 2月10日 - 2月14日   | 高橋洋子                                             |
| 2月17日 - 2月21日   | 詩羽（水曜日のカンパネラ）                           |
| 3月3日 - 3月7日     | 山之内すず                                           |
| 3月10日 - 3月14日   | 山本彩（アンコール放送）                             |
| 3月17日 - 3月21日   | 昆夏美（アンコール放送）                             |

2025年度
| 放送日            | ゲストDJ                                   |
| ----------------- | ------------------------------------------ |
| 3月31日 - 4月4日  | アイナ・ジ・エンド                         |
| 4月7日 - 4月11日  | 山村隆太、阪井一生（flumpool）             |
| 4月14日 - 4月18日 | miwa                                       |
| 4月21日 - 4月25日 | マキタスポーツ（アンコール放送）           |
| 5月5日 - 5月9日   | 池森秀一                                   |
| 5月12日 - 5月16日 | よしひろまさみち（アンコール放送）         |
| 5月19日 - 5月23日 | ハマ・オカモト                             |
| 5月26日 - 5月30日 | 高橋洋子（アンコール放送）                 |
| 6月2日 - 6月6日   | 安田レイ                                   |
| 6月9日 - 6月13日  | 山之内すず（アンコール放送）               |
| 6月16日 - 6月20日 | 茂木欣一（東京スカパラダイスオーケストラ） |
| 6月23日 - 6月27日 | ヤバイTシャツ屋さん                        |
| 6月30日 - 7月4日  | CLIEVY（C&K）                              |
| 7月7日 - 7月11日  | 八島智人                                   |
| 7月14日 - 7月18日 | 井上苑子                                   |
| 7月21日 - 7月25日 | 生方美久                                   |
| 7月28日 - 8月1日  | Metis                                      |